# 馬恩 (象牙海岸)

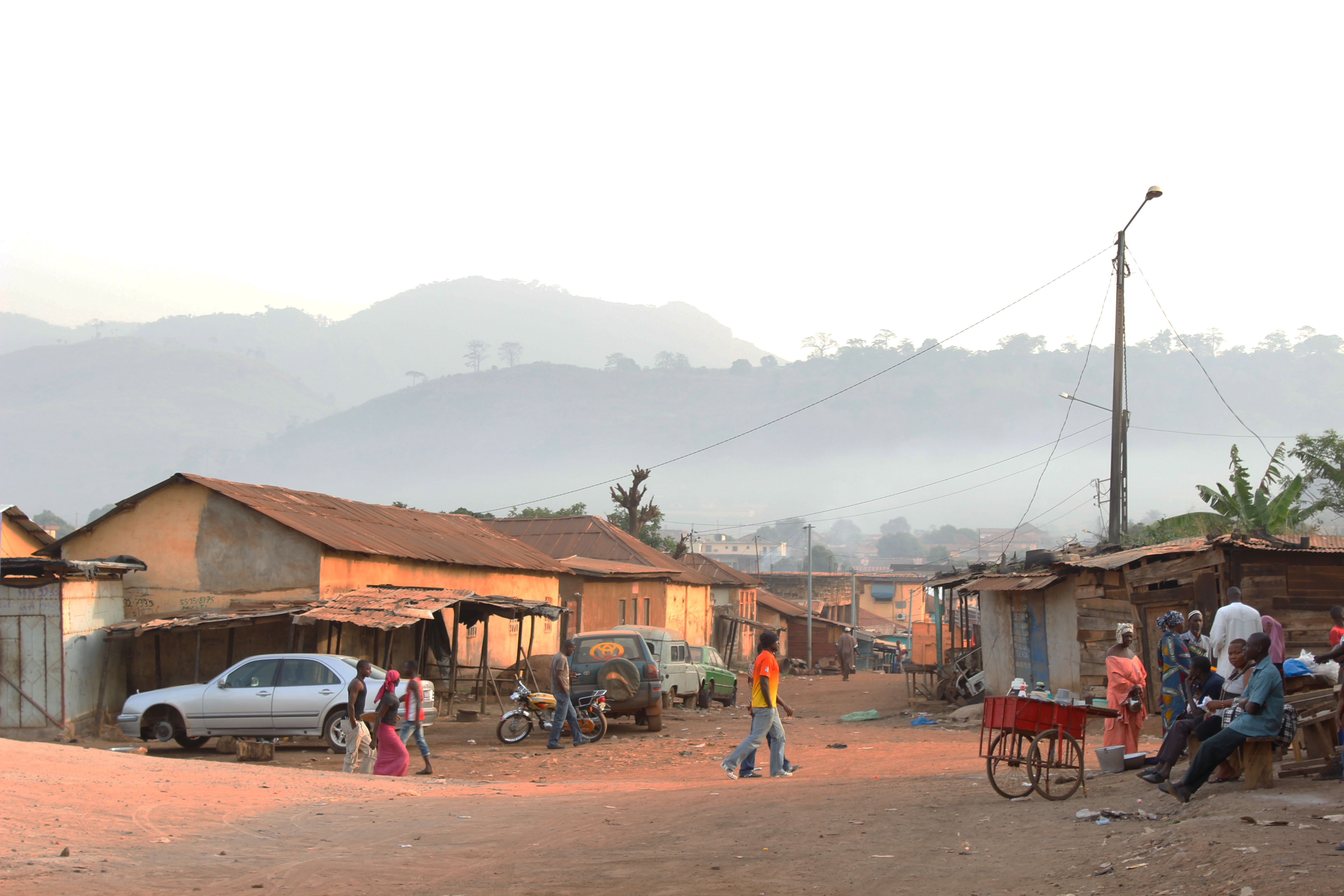
曼鎮

马恩（法語：Man）是西非國家科特迪瓦的城鎮，由十八山區負責管轄，位於該國中西部，象牙業在1980年代中期前是該鎮的重要經濟活動，農產品有可可、稻米、咖啡、木薯、芭蕉和黃豆，人口估計約150,000。

## 外部連結
- Ivorian rebels declare emergency （页面存档备份，存于）; BBC; November 18, 2003
- MSN Map[永久]

07°24′N 07°33′W / 7.400°N 7.550°W